# Ringasd el magad
1972-ben jelent meg az LGT második nagylemeze, a Ringasd el magad. Az album dalait Budapesten hangszerelték, de a londoni Oxford Streeten lévő AIR Studiosban vették fel. Bár az együttes stílusa alapvetően nem változott az előző album óta, a dalok hangzása mégis jelentős fejlődést mutat. Míg a Locomotiv GT-n szinte kizárólag elektromos hangszereket használtak, a Ringasd el magad hangszerelése lényegesen összetettebb.
A dalok itt is többféle zenei stílus hatását tükrözik. A hosszabb, virtuóz hangszeres betétek miatt a progresszív rock kategóriájába sorolható az album nyitódala, a Cirkusz, a Kotta nélkül (a hosszú, torzított hangú orgonaszóló miatt ez áll legközelebb a szokásos értelemben vett progresszív rockhoz) és az Azt hittem. A blues-rock hatását mutatja a Lincoln fesztivál blues, a Megvárlak ma délben és a címadó Ringasd el magad. A Lincoln fesztivál blues az együttes első instrumentális felvétele; címe az Egyesült Királyságbeli Lincolnban 1972. május 26–29. között megrendezett Great Western Express Festivalra utal, ahol az LGT volt az egyetlen fellépő a kontinensről. A Ringasd el magad itt hallható változata nem azonos a Bummm! című albumon és a Képzelt riport egy amerikai popfesztiválról című musicalben elhangzott változatokkal, mert ez nagyrészt instrumentális és alig hosszabb egy percnél. A blues-rock és a japán zene sajátos ötvözete A semmi kertje című dal: a halk, vibrafonnal kísért szakaszokat hangos, keményebb hangzású refrén köti össze. A refrének végén ismételt „mite kudasai” magyar jelentése: kérlek, nézd meg. A szokatlan hangzás valószínűleg annak is köszönhető, hogy az LGT az 1971-es tokiói World Popular Song Festival egyik fellépője volt. Az elégikus Szerenád – szerelmemnek, ha lenne az együttes első olyan dala, amit Presser Gábor egyedül, csupán zongorakísérettel adott elő; ehhez hasonló az Arra mennék én és az Ahogy mindenki a Mindig magasabbra, illetve a Locomotiv GT V. című albumokon. A dallamos pop-rock kategóriájába sorolható A szerelem börtönében és a Ne szédíts című dal. Érdekes színfolt a countrys hangzású Kakukkos karóra, ami tisztán akusztikus hangszerelésben, spontán előadásnak „álcázva” hangzik el.
A Ringasd el magad volt az együttes utolsó albuma Frenreisz Károllyal, aki 1973 januárjában kivált a zenekarból, és még abban az évben megalapította a Skorpió együttest.
A Pepita még 1972 vége felé  megjelentette az album Export verzióját, amelynek lemezcímkéjére a dalok címei angolul kerültek fel, a borítója pedig teljes mértékben megegyezik a Magyarországon kiadott változatéval, azzal a kis különbséggel, hogy míg az első kiadás borítóját könnyen elszakadó, puha papírra nyomtatták, addig az Export kiadás borítója már sokkal masszívabb kartonpapírra lett nyomtatva. Az album 1973-ban a Supraphon, a CS Hifi Klub és az MHV-Pepita közös kiadásában Csehszlovákiában is megjelent. Borítója szinte azonos volt a magyar kiadáséval, de a dalcímek és az információk cseh nyelvűek voltak.

## Az album dalai

### Első oldal
1. Cirkusz (Barta Tamás/Adamis Anna) – 4:30
2. A szerelem börtönében (Presser Gábor/Adamis Anna) – 3:08
3. Szerenád – szerelmemnek, ha lenne (Presser Gábor) – 2:25
4. A semmi kertje (Frenreisz Károly/Adamis Anna) – 4:30
5. Lincoln fesztivál blues (Barta Tamás/Frenreisz Károly) – 4:58

### Második oldal
1. Ne szédíts (Frenreisz Károly/Adamis Anna) – 3:20
2. Kakukkos karóra (Barta Tamás/Adamis Anna) – 2:01
3. Kotta nélkül (Presser Gábor/Adamis Anna) – 6:34
4. Azt hittem (Barta Tamás/Presser Gábor) – 5:26
5. Megvárlak ma délben (Frenreisz Károly) – 3:56
6. Ringasd el magad (Presser Gábor/Adamis Anna) – 1:09

## Közreműködők
- Barta Tamás – ének, elektromos, akusztikus és slide gitár, bendzsó
- Frenreisz Károly – ének, Fender basszusgitár, szoprán- és tenorszaxofon, fuvola, oboa
- Laux József – Ludwig dob, ütőhangszerek
- Presser Gábor – ének, Hammond-orgona, zongora, elektromos zongora, fazongora, vibrafon, marimba, hanggenerátor
- Adamis Anna – versek
- Zalatnay Sarolta
- Bartók Kamarakórus Tóth Mihály vezetésével

### Produkció
- Lukács Judit – hangmérnök
- Hézser Zoltán – zenei rendező
- Bara István – fényképek
- Féner Tamás – színes fényképek
- Kemény György – grafika

## Kiadások
| Év   | Kiadó                                 | Formátum | Sorszám               | Megjegyzések                             |
| ---- | ------------------------------------- | -------- | --------------------- | ---------------------------------------- |
| 1972 | MHV Pepita                            | LP       | SLPX 17449            |                                          |
| 1973 | Supraphon – CS Hifi Klub – MHV Pepita | LP       | 1 13 1409             | Csehszlovákiában megjelent licenckiadás. |
| 1991 | Hungaroton Mega                       | LP       | SLPM 37529 (91/M-004) | A Locomotiv GT összes nagylemeze         |
| 1992 | Hungaroton-Gong                       | CD       | HCD 37529 (92/M-004)  | A Locomotiv GT összes nagylemeze         |

## Külső hivatkozások
- Információk az LGT honlapján
- Dalszövegek az LGT honlapján
- Információk a Hungaroton honlapján